# Sinkanszen E7 és W7 sorozat
A Sinkanszen E7 sorozat (E7系, E-nana-kei) és a Sinkanszen W7 sorozat (W7系, Daburu-nana-kei) japán nagysebességű motorvonat sorozatok, amelyeket az East Japan Railway Company (JR East) és a West Japan Railway Company (JR-West) üzemeltet. Közösen fejlesztették ki őket.
Az E7-es sorozat 2014. március 15. óta közlekedik. A Jōetsu Shinkansenen is közlekedik a 2019. márciusi menetrendi felülvizsgálatot követően.
A W7-es sorozat a Hokuriku Sinkanszenen közlekedik, amióta 2015 márciusában meghosszabbították Naganótól Kanazawáig. Összesen tizenegy 12 kocsis W7-es sorozatú szett (132 jármű) készült. Az első W7-es sorozatú vonatot 2014 áprilisában szállították le.

## Tervezés
A korábbi Sinkanszen E2 sorozatú vonatokon alapuló Sinkanszen E7 sorozatú vonatok külső és belső kialakítása "japán" témájú, a futurisztikus stílus és a hagyományos designelemek ötvözésével, amelyet Ken Okuyama ipari formatervező a Kawasaki Heavy Industries-szal közösen felügyelt. Külsőleg a tető "égszínkék" színű, a karosszéria oldalfala pedig "elefántcsont fehér", "réz" és "égszínkék" csíkokkal. A karosszéria logói egy ezüstszínű, nyílhegyként stilizált "7" számból állnak, és az "East Japan Railway Company" vagy a "West Japan Railway Company" feliratot tartalmazzák.

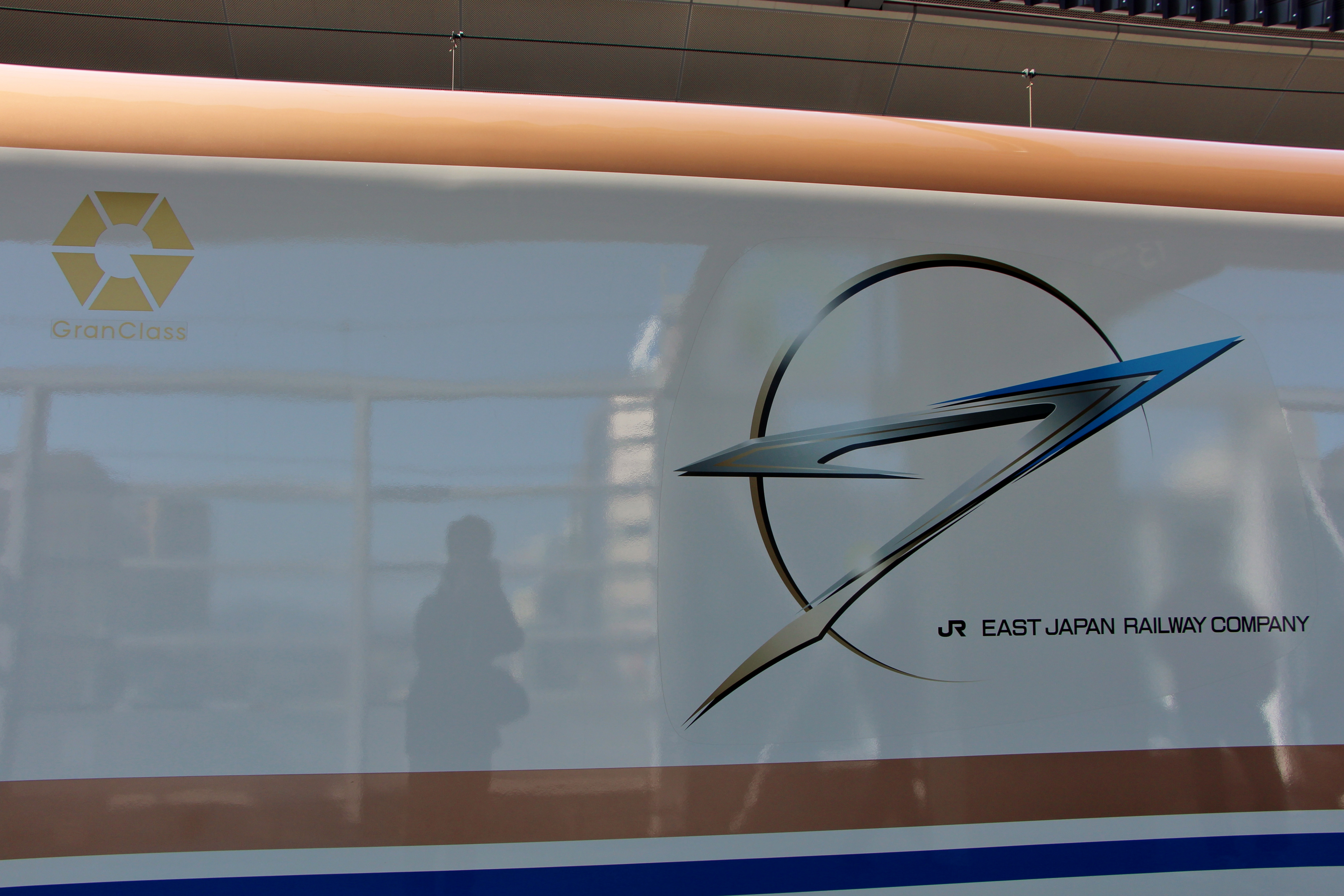
E7 logó a 12-es kocsi oldalán
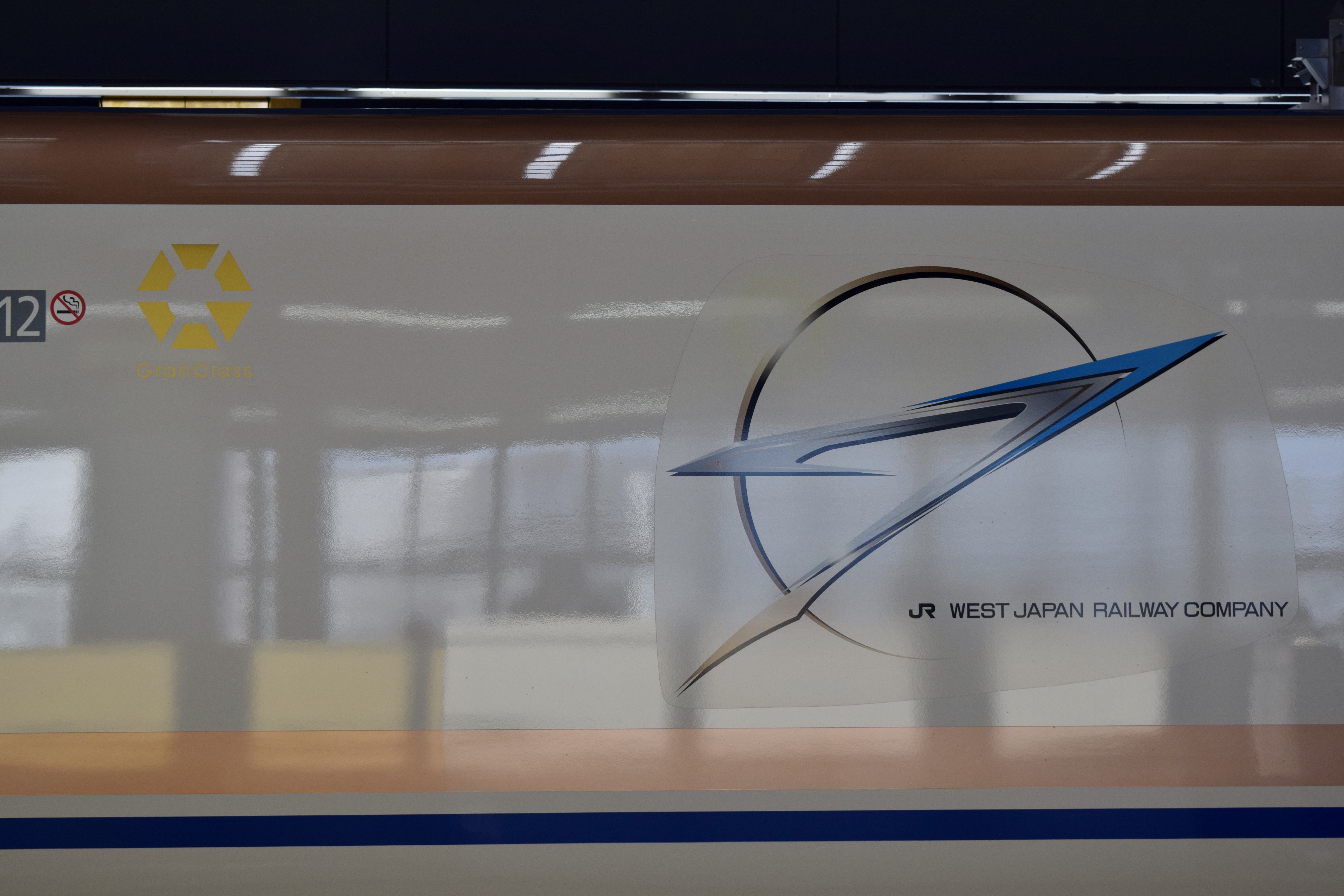
W7 logó a 12-es kocsi karosszériáján

Az E7 sorozatú szerelvények gyártását megosztva végezte a Hitachi Kudamatsuban, Yamaguchiban és a Kawasaki Heavy Industries Kóbe-ban; ezen kívül az E7-et a J-TREC-ben Yokohamában, a W7-et pedig a Kinki Sharyo-ban Osakában.
A vonatok maximális tervezési sebessége 275 km/h, de a Hokuriku Sinkanszenen legfeljebb 260 km/h sebességgel közlekednek, az Omiya és Takasaki közötti Jōetsu Shinkansen pályán 240 km/h-ra, a Tokió és Omiya közötti Tóhoku Sinkanszen pályán pedig 110 km/h-ra korlátozva. A megnövelt teljesítmény lehetővé teszi a vonatok számára, hogy a Hokuriku Sinkanszen meredek emelkedőin legalább 210 km/h sebességet tartsanak.
A 12-es kocsi (Gran osztály) teljes aktív felfüggesztéssel van felszerelve, a többi kocsi pedig csak félig aktív felfüggesztéssel.